# Chàng trai tốt bụng
Chàng trai tốt bụng (Hàn tự: 세상 어디에도 없는 착한 남자, Phiên âm: Se-sang eo-di-e-do eobs-neun chak-han nam-ja, Tạm dịch: Chàng trai tốt nhất không thể tìm thấy một kẻ thứ hai trên thế giới), còn được biết đến với tên Nice Guy (Tạm dịch: Chàng trai tốt bụng) có tên tiếng Anh chính thức là The Innocent Man (Tạm dịch: Chàng khờ) là một bộ phim truyền hình Hàn Quốc dài 20 tập do đài truyền hình KBS sản xuất năm 2012. Đây là một bộ phim tâm lý xã hội mang phong cách cổ điển về sự phản bội và tình yêu.

## Nội dung chính
Kang Ma-roo (do Song Joong-ki đóng) là anh chàng sinh viên y khoa dễ thương, tốt bụng và với tài năng của mình, anh được các bác sĩ tiền bối đánh giá là có triển vọng để trở thành một bác sĩ thiên tài. Ma-roo dành trọn trái tim và tình cảm của mình cho mối tình đầu là cô hàng xóm Han Jae-hee lớn tuổi hơn, làm nghề phóng viên truyền hình.
Khi Jae-hee lỡ tay giết chết một người, Ma-roo khuyên cô đầu thú vì chỉ bị lãnh án treo tội ngộ sát. Tuy vậy, Jae-hee lo sợ sự nghiệp mình đã gầy dựng bấy lâu sẽ phải kết thúc. Cô tuyệt vọng và có ý định tự tử. Ma-roo quyết định nhận tội thay cho Jae-hee và nhận án tù 5 năm. Ám ảnh cuộc sống đói nghèo và bạo lực gia đình do người anh trai gây ra từ thời thơ ấu, Jae-hee khao khát đổi đời và trở nên toan tính và độc đoán hơn. Cô đã đến với một người đàn ông có thể thay đổi tất cả – một chủ tịch tập đoàn giàu có, người có thể mang lại cho cô một cuộc sống giàu sang. Cô nhắm vào việc thừa kế gia sản kếch sù kia và không còn đến thăm Ma-roo khi anh bị giam giữ.
Cuộc đời và tương lai tươi đẹp của Ma-roo đã bị hủy hoại hoàn toàn. Năm năm sau, sau khi ra tù, Ma-roo lúc này đã 30 tuổi và bắt đầu thay đổi hoàn toàn, anh làm nghề pha chế rượu và là gã trai bao. Trong một chuyến bay, do không có bác sĩ, anh đã cấp cứu cho một cô gái tên Seo Eun-gi (29 tuổi, là con gái đầu của chồng Jae-hee với người vợ cả). Lúc đó, Ma-roo đã vô tình gặp lại Jae-hee và biết cô chính là mẹ kế của Eun-gi. Nhìn đứa con trai nhỏ của Jae-hee, quyền lực của cô khi đã trở thành phu nhân chủ tịch và câu nói "Cậu không phải là bác sĩ", Ma-roo vô cùng đau đớn. Với quyền lực của đồng tiền, Jae-hee nhiều lần làm Ma-roo đau khổ, nhưng anh vẫn chưa thể quên được mối tình đầu của mình.
Vì Jae-hee, mẹ Eun-gi đã phải ra khỏi nhà và mất. Eun-gi trở nên sống lạnh lùng và tập trung vào kinh doanh để giành quyền thừa kế. Ma-roo đã lợi dụng Eun-gi để phá hoại Jae-hee nhằm đưa Jae-hee trở về bên anh. Eun-gi đã phải lòng Ma-roo vì cảm động khi anh không ngại nguy hiểm ở vách núi để lấy lại con búp bê kỉ niệm của mẹ cô tặng và những lần anh giúp đỡ cô. Khi Ma-roo bắt đầu có tình cảm thật sự với Eun-gi cũng là lúc cô biết được mục đích ban đầu của Ma-roo chỉ là lợi dụng. Cô nói lời chia tay.
Nhưng rồi Eun-gi nhận ra tình cảm của mình dành cho Ma-roo quá lớn, cô đã tỏ tình và quay lại với anh. Tình cảm của hai người trở nên tốt đẹp, Eun-gi hẹn đi cùng Ma-roo đến ngắm biển như trong bức ảnh. Trớ trêu thay, bãi biển đó chính là nơi kỉ niệm của Ma-roo và Jae-hee. Jae-hee đã lừa Ma-roo đến nhà cô, để anh không thể đưa Eun-gi đến nơi hẹn. Khi biết mình bị lừa, Ma-roo lúc này thật sự mới không còn yêu Jae-hee nữa, nhưng khi bước ra khỏi nhà, anh đã nghĩ về những kỉ niệm mối tình đầu và anh đã khóc. Eun-gi đã bắt gặp Ma-roo ở cùng Jae-hee nên cô đã lặng lặng đến bãi biển một mình. Tại đây, Ma-roo nói rằng anh không yêu cô và chỉ đến với cô vì mục đích lợi dụng khiến Eun-gi đau khổ bỏ đi. Trên đường về, Eun-gi cố ý lái xe tông thẳng vào xe Ma-roo và anh không tránh.
Sau vụ tai nạn giao thông đó, Eun-gi bị mất trí nhớ. Vì không ngớ mình là ai và quên tất cả những gì mình đã học, Eun-gi có thể bị Jae-hee làm hại. Cô được thư ký và luật sư thân tín đưa đi chữa trị bí mật và mọi người cho rằng cô mất tích. Bạn Ma-roo bảo anh dọn nhà đi nhưng anh không đồng ý vì sợ Eun-gi khi đến sẽ không gặp được anh.
Một thời gian sau khi gặp lại Ma-roo, Eun-gi nhớ rằng họ đã từng rất yêu nhau. Ma-roo đã ở bên cạnh giúp đỡ, chăm sóc cho Eun-gi trong thời gian cô lấy lại ký ức. Anh che giấu kỹ việc mình bị tụ máu não và chần chừ không phẫu thuật vì có thể sẽ không tỉnh lại được nữa. Anh muốn ít nhất một lần trong đời dù là ngắn ngủi, anh có thể sống hạnh phúc với người anh yêu thương.
Khi nhớ lại mọi chuyện, Eun-gi hận Ma-roo và không thể tha thứ cho anh dù cô vẫn còn yêu. Tuy nhiên, khi biết tin Ma-roo phải nhập viện vì tụ máu não sau tai nạn giao thông năm đó, cô đã đến nhanh chóng đến bệnh viện và được bạn thân của Ma-roo kể lại sự việc Ma-roo vì muốn giúp cô lấy lại sự nghiệp nên đã phớt lờ yêu cầu phẫu thuật từ bệnh viện, vì ở bên Eun-gi quá hạnh phúc khiến anh không muốn phẫu thuật bởi nếu có biến cố xảy ra trong quá trình thực hiện, Ma-roo sợ sẽ không được nhìn thấy cô lần nữa. Thấu hiểu được tình cảm chân thành thật sự của anh, cô đã đến phòng bệnh của Ma-roo nhưng không đủ can đảm để bước vào thổ lộ với anh. Trong khoảnh khắc gặp lại nhau, Ma-roo đã nhận một nhát dao đâm thay cho Eun-gi từ luật sư An nhưng cô không hề hay biết. Anh đã ngã xuống đường khi một mình trở về bệnh viện, với lời nguyện ước nếu có kiếp sau, anh muốn được yêu một cách bình thường như bao người khác.
Câu chuyện kết thúc khi 7 năm sau, Kang Ma-roo khi đó đã được bác sĩ tiền bối cứu sống và giúp đỡ đi học ngành y tại Mỹ và trở về làm việc ở một vùng quê. Sau phẫu thuật não, anh mất đi ký ức về những người con gái anh đã từng yêu thương. Tại vùng quê đó, Eun-gi cũng đã từ bỏ tập đoàn và mở một tiệm bánh nhỏ ở nơi đây để sinh sống và dõi theo Ma-roo.
Ở đoạn cuối bộ phim, qua lời độc thoại của Ma-roo, anh nhớ rằng mình đã từng nguyện cầu rất nhiều lần rằng sẽ được gặp lại Eun-gi ở kiếp sau. Khi đó, anh muốn sống những ngày tháng giống bao người khác, và có thể yêu giống bao người khác. Anh muốn được bắt đầu lại tất cả. Bộ phim khép lại với cảnh Ma-roo trao hộp nhẫn cầu hôn Eun-gi. Kết thúc này được cho rằng là kết thúc mở theo hướng có hậu.
Theo diễn viên Moon Chae-won, cuối cùng, Ma-roo có bị mất trí nhớ hay không vẫn còn là một điều khá mơ hồ đối với khán giả. Cô nghĩ sau 7 năm, Ma-roo giả vờ mất trí nhớ. Theo Moon Chae-won, cũng chính bởi sự không rõ ràng mà mọi chuyện lại trở nên hấp dẫn hơn.

## Phân vai

### Diễn viên chính
- Song Joong-gi vai Kang Ma-roo
- Moon Chae-won vai Seo Eun-gi
- Park Si-yeon vai Han Jae-hee

### Diễn viên thứ
- Kim Yeong-cheol vai Seo Jeong-gyoo
- Lee Kwang-soo vai Park Jae-gil
- Lee Yu-bi vai Kang Choco
- Lee Sang-yeob vai Park Joon-ha
- Jo Sung-ha vai Seok Min-hyeok
- Kim Tae-hoon vai An Min-young
- Kang Chan-hee vai Kang Ma-ru (lúc nhỏ)
- Park So-young vai Han Jae-hee (lúc nhỏ)
- Han Seo-jin vai Kang Choco (lúc nhỏ)
- Kim Ye-won vai Kim Yoo-ra
- Jin Gyeong vai Hyeon Jyeong-hwa
- Oh Yong vai Jo Young-bae
- Jo Hwi-joon vai Seo Eun-seok
- Danny Ahn vai Kim Jeong-hoon
- Yang Ik-joon vai Han Jae-sik

## Soundtrack
| 1. 사랑은 눈꽃처럼 (Love is like a Snowflake) - Junsu 2. 착한 여자 (Nice Girl) - Lee Soo-young 3. 좋은 사람입니다 (No One is Better Than You) - Cho Eun 4. Lonely 5. Jae-hee và Ma-ru (với Empty Heart & Change) 6. Bueno Hombre 7. Waltz in sorrow 8. Eun-gi và Ma-ru (với late Autumn) 9. Melancholy 10. Blue Moon 11. Eun-gi (với Magnolia) 12. Late Autumn 13. Empty Heart 14. Broken Heart 15. Water Lily 16. Magnolia | 1. 정말 (Really) - Song Joong-ki 2. 너만을 원했다 (I Only Wanted You) - Son Hoyoung (tường thuật bởi Song Joong-ki) 3. 사랑해요 (I Love You) - Yoon Bitnara 4. Change 5. Here To Stay 6. Complicación 차칸남자 7. Waltz In Sorrow Guitar 8. Beautiful Love 9. Nobody Love 10. Despedida 11. Laberinto 12. Lonely Street 13. Collision De Frente 14. Before Winter Comes |

## Tỷ suất người xem đài
| Tập #      | Ngày chiếu tại Hàn Quốc | Thị phần khán giả bình quân | Thị phần khán giả bình quân | Thị phần khán giả bình quân | Thị phần khán giả bình quân |
| Tập #      | Ngày chiếu tại Hàn Quốc | TNmS Ratings                | TNmS Ratings                | AGB Nielsen                 | AGB Nielsen                 |
| Tập #      | Ngày chiếu tại Hàn Quốc | Toàn quốc                   | Vùng thủ đô Seoul           | Toàn quốc                   | Vùng thủ đô Seoul           |
| ---------- | ----------------------- | --------------------------- | --------------------------- | --------------------------- | --------------------------- |
| 1          | 12 tháng 9 năm 2012     | 10.7%                       | 10.9%                       | 10.5%                       | 11.5%                       |
| 2          | 13 tháng 9 năm 2012     | 11.4%                       | 11.6%                       | 9.9%                        | 11.3%                       |
| 3          | 19 tháng 9 năm 2012     | 13.9%                       | 14.6%                       | 13.8%                       | 14.5%                       |
| 4          | 20 tháng 9 năm 2012     | 13.8%                       | 15.4%                       | 13.3%                       | 14.2%                       |
| 5          | 26 tháng 9 năm 2012     | 14.5%                       | 14.8%                       | 14.0%                       | 15.7%                       |
| 6          | 27 tháng 9 năm 2012     | 16.0%                       | 17.8%                       | 16.0%                       | 18.1%                       |
| 7          | 3 tháng 10 năm 2012     | 17.9%                       | 18.6%                       | 17.3%                       | 18.6%                       |
| 8          | 4 tháng 10 năm 2012     | 15.0%                       | 14.4%                       | 15.1%                       | 16.6%                       |
| 9          | 10 tháng 10 năm 2012    | 15.8%                       | 17.3%                       | 15.3%                       | 17.3%                       |
| 10         | 11 tháng 10 năm 2012    | 16.2%                       | 17.3%                       | 14.9%                       | 15.7%                       |
| 11         | 17 tháng 10 năm 2012    | 15.0%                       | 16.5%                       | 14.3%                       | 15.3%                       |
| 12         | 18 tháng 10 năm 2012    | 16.4%                       | 17.0%                       | 15.1%                       | 15.7%                       |
| 13         | 24 tháng 10 năm 2012    | 18.2%                       | 18.7%                       | 17.1%                       | 18.8%                       |
| 14         | 25 tháng 10 năm 2012    | 18.5%                       | 19.6%                       | 16.7%                       | 18.4%                       |
| 15         | 31 tháng 10 năm 2012    | 17.1%                       | 17.6%                       | 18.3%                       | 20.6%                       |
| 16         | 1 tháng 11 năm 2012     | 18.8%                       | 19.8%                       | 17.1%                       | 18.8%                       |
| 17         | 7 tháng 11 năm 2012     | 18.2%                       | 19.6%                       | 16.2%                       | 16.4%                       |
| 18         | 8 tháng 11 năm 2012     | 16.8%                       | 18.1%                       | 18.2%                       | 19.7%                       |
| 19         | 14 tháng 11 năm 2012    | 18.5%                       | 19.9%                       | 17.9%                       | 19.3%                       |
| 20         | 15 tháng 11 năm 2012    | 18.6%                       | 20.2%                       | 18.0%                       | 19.4%                       |
| Trung bình | Trung bình              | 16.1%                       | 17.0%                       | 15.3%                       | 16.8%                       |

## Giải thưởng và đề cử
| Năm  | Giải thưởng                             | Thể loại                    | Người nhận                         | Kết quả   | Ref.   |
| ---- | --------------------------------------- | --------------------------- | ---------------------------------- | --------- | ------ |
| 2012 | Korean Culture and Entertainment Awards | Diễn viên xuất sắc nhất     | Song Joong-ki                      | Đoạt giải | [ 8 ]  |
| 2012 | K-Drama Star Awards                     | Diễn viên xuất sắc nhất     | Song Joong-ki                      | Đoạt giải | [ 9 ]  |
| 2012 | KBS Drama Awards                        | Cặp đôi đẹp nhất            | Song Joong-ki và Moon Chae-won     | Đoạt giải | [ 10 ] |
| 2012 | KBS Drama Awards                        | Netizens' Award             | Moon Chae-won                      | Đoạt giải | [ 10 ] |
| 2012 | KBS Drama Awards                        | Netizens' Award             | Song Joong-ki                      | Đoạt giải | [ 10 ] |
| 2012 | KBS Drama Awards                        | Nữ diễn viên xuất sắc nhất  | Moon Chae-won                      | Đoạt giải | [ 10 ] |
| 2012 | KBS Drama Awards                        | Diễn viên xuất sắc nhất     | Song Joong-ki                      | Đoạt giải | [ 10 ] |
| 2013 | Baeksang Arts Awards                    | Diễn viên mới xuất sắc nhất | Lee Yu-bi                          | Đề cử     | [ 11 ] |
| 2013 | Mnet 20's Choice Awards                 | 20's Booming Star - Nữ      | Lee Yu-bi                          | Đề cử     |        |
| 2013 | Seoul International Drama Awards        | Phim Hàn nổi tiếng          | Chàng trai tốt bụng                | Đề cử     | [ 12 ] |
| 2013 | Seoul International Drama Awards        | Nam diễn viên nổi tiếng     | Song Joong-ki                      | Đề cử     | [ 12 ] |
| 2013 | Seoul International Drama Awards        | Nữ diễn viên nổi tiếng      | Moon Chae-won                      | Đề cử     | [ 12 ] |
| 2013 | Seoul International Drama Awards        | Nhạc phim Hàn nổi tiếng     | "Love is like a Snowflake" - Junsu | Đề cử     | [ 13 ] |
| 2013 | Seoul International Drama Awards        | Nhạc phim Hàn nổi tiếng     | "Really" - Song Joong-ki           | Đề cử     | [ 13 ] |

## Liên kết
- Trang chủ